# Понтольйо
Понтольйо (італ. Pontoglio) — муніципалітет в Італії, у регіоні Ломбардія, провінція Брешія.
Понтольйо розташоване на відстані близько 460 км на північний захід від Рима, 55 км на схід від Мілана, 31 км на захід від Брешії.
Населення — 6981 особа (2014).
Щорічний фестиваль відбувається 15 серпня, 17 січня. Покровителька — Богородиця Небовзята.

## Демографія
Населення за роками:

Станом на 1 січня 2023 року в муніципалітеті офіційно проживали 1144 іноземці з 35 країн, серед них 196 громадян країн Євросоюзу та 33 громадяни України.

## Сусідні муніципалітети
- К'ярі
- Чивідате-аль-П'яно
- Палаццоло-сулл'Ольйо
- Палоско
- Ураго-д'Ольйо